# Piriyapatna
Piriyāpatna är en ort i Indien.   Den ligger i distriktet Mysore och delstaten Karnataka, i den södra delen av landet, 1 800 km söder om huvudstaden New Delhi. Piriyāpatna ligger 859 meter över havet och antalet invånare är 16 099.
Terrängen runt Piriyāpatna är platt. Runt Piriyāpatna är det tätbefolkat, med 319 invånare per kvadratkilometer. Det finns inga andra samhällen i närheten. Trakten runt Piriyāpatna består till största delen av jordbruksmark.